# سیمون کلاینسما
سیمون کلاینسما (انگلیسی: Simone Kleinsma؛ زادهٔ ۸ مهٔ ۱۹۵۸) هنرپیشه، خواننده، مجری تلویزیون، بازیگر تلویزیون، و مجری اهل پادشاهی هلند است.